# Верхняя Луара
Ве́рхняя Луа́ра (фр. Haute-Loire, окс. Naut Léger, Naut Leir) — департамент на юге Франции, один из департаментов региона Овернь — Рона — Альпы. Порядковый номер — 43. Административный центр — Ле-Пюи-ан-Веле. Население — 231 877 человек (86-е место среди департаментов, данные 2010 г.).

## География
Площадь территории — 4977 км². Через департамент протекает река Луара.
Департамент включает 3 округа, 35 кантонов и 260 коммун.

## История
Верхняя Луара — один из первых 83 департаментов, образованных во время Великой французской революции в марте 1790 года. Возникла на территории бывших провинций Овернь, Лангедок и Лионне. Название происходит от реки Луары.